# Negrar
Negrar je italské město v oblasti Benátsko (Veneto) v provincii Verona. V roce 2010 mělo 17 251 obyvatel. Leží 12 km severně od města Verona.